# Cirrose hepática
Cirrose é uma condição médica em que o fígado deixa de funcionar corretamente devido a lesões prolongadas. Estas lesões são caracterizadas pela substituição do tecido normal do fígado por tecido fibroso. A doença desenvolve-se lentamente ao longo de meses ou anos. No início é comum que não se manifestem sintomas. À medida que a doença se vai agravando, a pessoa pode sentir-se cansada, fraca, com comichão, ter as pernas inchadas, desenvolver icterícia, contrair nódoas negras com facilidade, acumular líquido no abdómen ou surgirem angiomas estelares na pele. A acumulação de líquido no abdómen pode infetar de forma espontânea. Entre outras possíveis complicações estão a encefalopatia hepática, hemorragias das varizes esofágicas ou gástricas e cancro do fígado. A encefalopatia hepática causa confusão e pode provocar perda de consciência.
As causas mais comuns de cirrose são o consumo de bebidas alcoólicas, hepatite B, hepatite C e doença hepática gordurosa não alcoólica. Geralmente são necessárias mais do que duas ou três bebidas alcoólicas por dia ao longo de vários anos para se desenvolver cirrose alcoólica. A doença hepática gordurosa não alcoólica tem uma série de causas, incluindo sobrepeso, diabetes, hiperlipidemia e hipertensão arterial. Entre outras causas pouco comuns de cirrose estão a hepatite autoimune, cirrose biliar primária, hemocromatose, alguns medicamentos e cálculos na vesícula biliar. O diagnóstico de cirrose tem por base análises ao sangue, exames imagiológicos e biópsia ao fígado.
Algumas causas de cirrose, como a hepatite B, podem ser prevenidas com vacinação. O tratamento depende em parte da causa subjacente. Abster-se de beber álcool é recomendado para todos os casos de cirrose. As hepatites B e C podem ser tratadas com antivirais. A hepatite autoimune pode ser tratada com corticosteroides. O ursodiol pode ser útil nos casos em que a doença é causada pelo bloqueio dos ductos biliares. Estão também disponíveis medicamentos para tratar complicações como o inchaço abdominal ou das pernas, a encefalopatia hepática e a dilatação das veias esofágicas. Nos casos mais graves de cirrose pode ser considerado um transplante de fígado.
Em 2015 a cirrose afetava cerca de 2,8 milhões de pessoas em todo o mundo, tendo sido a causa de 1,3 milhões de mortes. Entre estas, o álcool foi a causa de 348 000 casos, a hepatite C de 326 000 e a hepatite B de 371 000. Nos Estados Unidos morrem mais homens de cirrose do que mulheres. A primeira descrição conhecida da doença foi feita por Hipócrates no século V. O termo cirrose tem origem no grego "κίρρωσις" (kirrhos), que significa "amarelado", descrevendo a aparência de um fígado cirrótico.